# Фирангиз
Фирангиз (азерб. Firəngiz) — советская драма 1975 года производства киностудии «Азербайджанфильм», являющиеся экранизацией повести Байрама Байрамова «Прохладительность».

## Сюжет
Секретарь райкома Фирангиз осторожна и требовательна, а также очень сурова и непоследовательна. Она не терпит не только своих соотечественников, даже своего супруга, исследователя Мурада и всю семью.

## Синопсис
Фильм был снят по заказу ЦТ СССР и во время проката получил 1-ю категорию.

## Создатели фильма

### В ролях
Вафа Фатуллаева — Фирангиз
Расим Балаев — Мурад
Шахмар Алекперов — Файзи
Бахадур Алиев — Давуд
Садык Гаксанзаде — Муса
Мухтар Маниев — Эльхан
Садая Мустафаева — Масма
Откам Искендеров- Алхас
Окума Касумова — супруга Мусы
Мамед Бурджалиев — водитель
Гумрах Рагимов

### Административная группа
оригинальный текст и автор сценария: Байрам Байрамов
режиссёры-постановщики: Абдул Махмудов, Энвер Аблуч
оператор-постановщик: Фарамаз Мамедов
второй оператор: Амин Новрузов
художник-постановщик: Камиль Наджафзаде
художник-гримёр: Эльбрус Вахидов
композитор: Фикрет Амиров
звукооператор: Асад Асадов